# フライトナイト/恐怖の夜
『フライトナイト/恐怖の夜』（フライトナイトきょうふのよる、Fright Night）は、2011年の3Dコメディ・ホラー映画。監督はクレイグ・ギレスピー、出演はアントン・イェルチンとコリン・ファレルなど。トム・ホランド監督・脚本の1985年の映画『フライトナイト』のリメイクである。2011年8月14日にロンドンのO2でプレミア上映され、8月19日にRealD3DとIMAX3Dで一般公開された。
2012年1月7日から日本で公開。

## ストーリー
ネバダ州ラスベガス郊外に住む普通の高校生チャーリーはオタクっぽい思春期をのり越え、学校一の美女エイミーと充実した毎日を送っていた。
ある日、彼の家の隣にジェリーという男が引っ越してくる。チャーリーのオタク時代の友人エドは多くの学生が失踪していることからジェリーが吸血鬼であると主張するが、チャーリーは全く相手にしない。しかしそのエドが失踪してしまい、更にエドの部屋でジェリーが吸血鬼である証拠らしきものを発見。疑いを抱いたチャーリーがジェリーの家に侵入すると、彼が血を吸っている瞬間を見てしまう。ジェリーは本当に吸血鬼だったのだ。
ジェリーを退治するため、チャーリーはラスベガスで有名なヴァンパイア・ハンター・ショー『フライトナイト』のホストであるピーターに助言を求めに行く。しかしその正体は酒に溺れ、アシスタントの女性との痴話喧嘩が絶えず、自らのショーを否定する現実主義者であった。ピーターに失望するチャーリー。更にジェリーの魔の手はチャーリーの母ジェーンとエイミーに伸び、ついにチャーリーの家は彼に爆破されてしまう。何とかジェリーから逃げ延びたものの、ジェーンが怪我を負ってしまう。
その頃ジェリーの正体に見当が付いたピーターはチャーリーとエイミーを自宅であるペントハウスに招くが、そこもジェリーに襲撃されエイミーは攫われてしまう。彼女を救おうと決心するチャーリーに、ピーターは吸血鬼に対する恐怖心を吐露し自分は関わりたくないと言い残し去っていく。しかし駄目な大人に成りたくないと考えたピーターはチャーリーと一緒に戦う事を決意する。
こうしてチャーリーは、愛するエイミーを救うためジェリーとの最後の対決に向かうことになる。

## キャスト
※括弧内は日本語吹替
- チャーリー・ブリュースター[6] - アントン・イェルチン（浅沼晋太郎）
- ジェリー・ダンドリッジ（英語版）[7] - コリン・ファレル（津田健次郎）
- ジェーン・ブリュースター[7] - トニ・コレット（田中敦子）
- ピーター・ヴィンセント - デイヴィッド・テナント（檀臣幸）
- エイミー・ペーターソン - イモージェン・プーツ（竹田まどか）
- エド・リー[8] - クリストファー・ミンツ＝プラッセ（勝杏里）
- マーク[9] - デイヴ・フランコ（小松史法）
- ジンジャー[6] - サンドラ・ベルガラ（英語版）
- ヴィクトリア・リー[8] - リサ・ローブ
- ジェイ・ディー - クリス・サランドン[10]（カメオ出演）（上田燿司）

## 製作
主要撮影は3Dカメラを用いて、ニューメキシコ州リオランチョのラスベガスのセットで2010年6月26日から10月まで行われた。

## 作品の評価

### 映画批評家によるレビュー
本作は批評家たちからは概ね好評を得た。Rotten Tomatoesでは151件のレビュー中75%が本作を支持し、平均点は6.3/10となった。主流の批評家からのレビューに100点満点で加重平均点をつけるMetacriticでは、30件のレビューで64点となった。CinemaScoreによる観客調査では、平均評定はA+からFの範囲で「Bマイナス」という結果になった。
『バラエティ』のロバート・ケーラーは、「恐怖と笑いのバランスが巧妙にとられている」と評した。

### 後の作品への影響
2013年には再リメイクとなる『フライトナイト2』がオリジナルビデオ作品としてリリースされている。